# Jackie Pereira
Jacqueline Margaret „Jackie” Pereira (ur. 29 października 1964 w Perth) – australijska hokeistka na trawie, dwukrotna złota medalistka olimpijska.
Występowała w napadzie. Z reprezentacją Australii brała udział w trzech igrzyskach (IO 88, IO 92, IO 96), na dwóch – w 1988 i 1996 – zdobywała złote medale. Z kadrą brała udział m.in. w mistrzostwach świata w 1990 (drugie miejsce), 1994 (tytuł mistrzowski) oraz kilku turniejach Champions Trophy (zwycięstwa w 1991, 1993, 1995). Łącznie w kadrze zdobyła ponad 100 bramek.